# تامر العربيد
تامر العربيد، ممثل ومخرج مسرحي سوري ولد في محافظة السويداء، قرية عتيل عام 1963، درس في المعهد العالي للفنون المسرحية في دمشق وتخرج منه في العام 1984، ثم حصل على الدكتوراه في العلوم الفنية من الأكاديمية الفنية العليا للمسرح والتلفزيون والموسيقى والسينما في بطرسبورغ عام 1993.

## مناصبه
- عضو هيئة تدريسية في المعهد العالي للفنون المسرحية قسم التمثيل.
- مدير المسارح والموسيقا في وزارة الثقافة بين عامي 2002 - 2003.
- رئيس قسم التمثيل في المعهد العالي للفنون المسرحية بين عامي 2006 - 2010 .
- عُيّن في تشرين الثاني عام 2014 عميداً للمعهد العالي للفنون المسرحية بدمشق، بديلاً للمخرج سامر عمران.
- في تموز سنة 2021 أصدرت وزيرة الثقافة د. لبانة مشوح قراراً بتعيين د. تامر العربيد مجدداً عميداً للمعهد العالي للفنون المسرحية بدمشق خلفاً لـ ماهر الخولي.[2]

## أعماله

### في المسرح
قدم العديد من العروض المسرحية للمسرح القومي بدمشق منها «حلاق بغداد، السمرمر، العين والمخرز، بياع الفرجة، مزاد علني، بواب وشبابيك وأسرار» وغيرها، حاز جائزة العرض المسرحي المتميز «بياع الفرجة» في الأردن عام 2000.

### في التلفزيون
- فتح الأندلس - 2022
- كسر عضم - 2022
- الحرملك ج2 - 2020
- الحرملك - 2019
- ناس من ورق - 2019 (نضال)
- فوضى – 2018
- أحمر - 2016
- عمر - 2012 (عثمان بن عفان)
- أيام أبي المنقذ - 1995